# Vista attraverso tre archi del terzo piano del Colosseo
 Vista attraverso tre archi del terzo piano del Colosseo, in danese Udsigt gennem tre af de nordvestlige buer i Colosseums tredje stokværk, è un dipinto del pittore danese Christoffer Wilhelm Eckersberg realizzato nel 1815 e conservato al Statens Museum for Kunst di Copenaghen in Danimarca.

## Storia
Dal 1813 al 1816 Eckersberg soggiornò a Roma, dove andò a lavorare all'aperto per la prima volta. I paesaggi urbani che ha dipinto sono quindi sorprendentemente realistici e dettagliati. Il Colosseo fu uno dei luoghi della città che colse su un gran numero di schizzi e dipinti. È probabilmente l'opera più famosa che l'artista abbia realizzato a Roma.
Dopo il suo ritorno a Copenaghen nel 1818, Eckersberg divenne professore (e successivamente direttore) presso l'Accademia reale danese delle belle arti. Ha esercitato una grande influenza sui suoi studenti, in parte a causa delle sue opere romane con cui li ha introdotti. Dal 1911, il dipinto, fa parte della collezione dello Statens Museum for Art di Copenaghen.

## Descrizione
I tre archi sono mostrati con grande attenzione ai dettagli; il declino verso il quale l'anfiteatro era caduto in preda è chiaramente visibile. Anche lo sfondo è dipinto con grande precisione. Tuttavia, la vista è una costruzione del pittore, non può essere vista da un punto dal Colosseo. Ha riunito i panorami più belli che il Colosseo aveva da offrire in un dipinto, con gli archi che fungevano da cornice. Potrebbe aver preso in prestito questo motivo dal suo studio di maestri del Rinascimento come Raffaello.
Nel 1828 il pittore descrive in un catalogo ciò che può essere visto attraverso gli archi: a sinistra resti del Foro Romano, la Basilica di Santa Maria in Aracoeli in lontananza, nel mezzo la Torre delle Milizie ai piedi del Quirinale, a destra la Basilica di San Pietro in Vincoli.